# Spyker C12 La Turbie
Spyker C12 La Turbie – supersamochód klasy średniej typu one-off wyprodukowany pod holenderską marką Spyker w 2006 roku.

## Historia i opis modelu

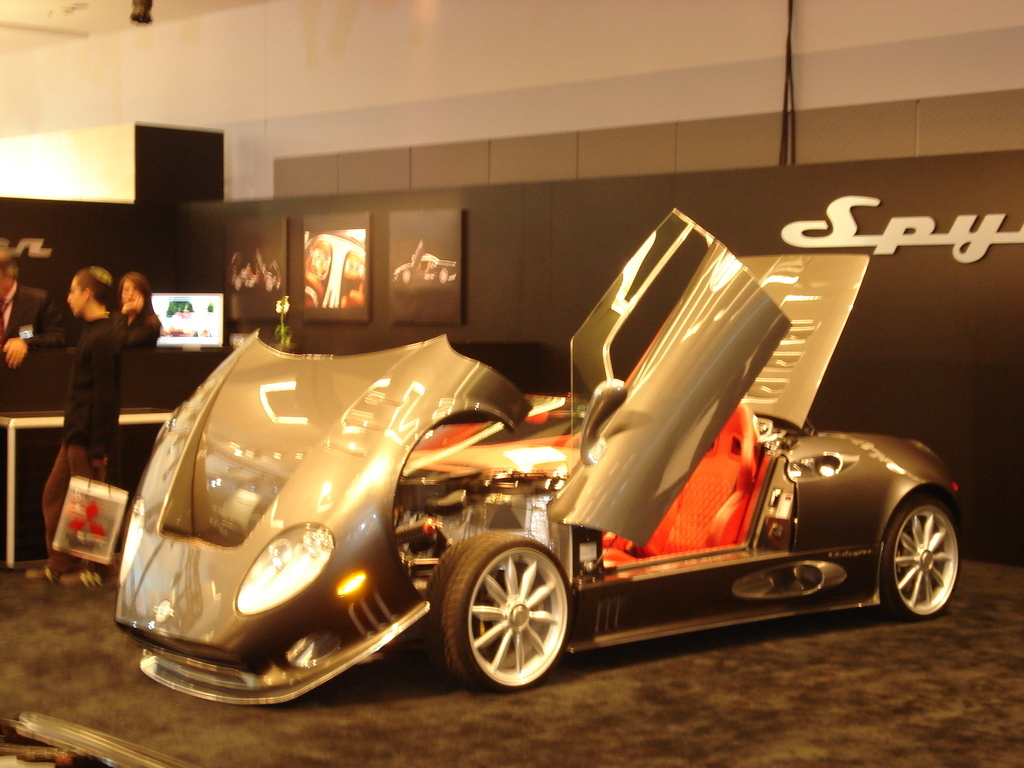
Spyker C12 La Turbie - sylwetka

stworzona w 2006 roku wersja modelu Spyker C8 wyposażona w silnik Audi W12 to połączenie dwóch silników w układzie V. Samochód stworzono w wersji zamkniętej (LaTurbie) oraz otwartej (Spyder), a jego podstawą był nie tylko model C8 Spyder, ale także C8 Double 12 S, a nawet wyścigowy Double 12 R. Został on przeprojektowany pod względem technicznym zmieniono wnętrze. Pojawiła się m.in. opcjonalna automatyczna skrzynia biegów z możliwością ich przełączania za pomocą łopatek umieszczonych za kierownicą. Specjalnie dla tego modelu stworzono felgi AerobladeT. Nazwa "LaTurbie" odnosi się do wzgórza niedaleko Monte Carlo - Mount de la Turbie, gdzie w 1922 roku przedwojenny Spyker C4 wygrał ekskluzywny w owym czasie wyścig.

## Dane Techniczne
|                               | Spyker C12 Spyder                     | Spyker C12 LaTurbie                   |
| ----------------------------- | ------------------------------------- | ------------------------------------- |
| Cylindrów/Zaworów na cylinder | W12 / 5                               | W12 / 5                               |
| Pojemność (cm³)               | 6000                                  | 6000                                  |
| Moc (kW/KM)                   | 373/500                               | 373/500                               |
| Moment obr. (Nm / min-1)      | 600                                   | 600                                   |
| Napęd                         | Na tylne koła                         | Na tylne koła                         |
| Skrzynia biegów/biegi         | Manualna / 6 (opcja Automatyczna / 6) | Manualna / 6 (opcja Automatyczna / 6) |
| 0-100 km/h                    | 3,9                                   | 3,9                                   |
| Prędkość maksymalna (km/h)    | 325                                   | 325                                   |
| Masa własna (kg)              | 1400                                  | 1400                                  |